# Narwar
Narwar o Paron (també Parone) fou un estat tributari protegit a l'agència de Malwa, Índia central.
La superfície era de 41 km² i la població de 1.405 habitants el 1901. Els ingressos s'estimaven el mateix any en 19.000 rúpies. El sobirà portava el títol de rao i era un rajput jala. Rebia tankahs de Gwalior, Indore i Dewas i tenia tres pobles lliures de renda per Gwalior.
Paron era feudatari de Gwalior. La família reial era d'un antic llinatge descendent dels kachwa ayodhya rajputs i el seu títol oficial era "thakurs de Narwar". Daulat Rao Sindhia va confiscar el principat a Madhu Singh de Narwar i aquest va respondre fent incursions al territori de Gwalior. El 1818 amb la mediació del resident britànic a Gwalior foren concedits a Madho Singh la població de Paron i sis pobles més, sota garantia britànica i amb la condició de protegir el territori de Gwalior de lladres. El seu nebot i successor Raja Man Singh, es va unir als amotinats el 1857 però es va rendir el 1859 a canvi del perdó; les seves antigues possessions li foren restaurades i pels seus posteriors serveis en la captura del rebel Tantia Topi, va rebre un subsidi anual de 100 lliures (equivalent a un jagir d'un poble). El sobirà tenia a més dels set pobles lliures de renda de Gwalior, altres pobles (en total 34) amb renda, amb 7.328 habitants (1881) i una renda de 1200 lliures. La majoria de la població era hindú (7.152). Man Singh va morir el gener de 1883, i el va succeir el seu fill menor d'edat Gajandar Singh, quedant l'administració en mans de l'assistent polític de Guna. Mort el 1899 el va succeir Mahendra Singh, menor d'edat, sota supervisió del resident a Gwalior.
Paron, la capital, estava a 24° 59′ N, 76° 57′ E / 24.983°N,76.950°E. Tenia una fortalesa però els britànics la van desmantellar el 1858. La ciutat principal no obnstant era Munderi amb quasi 1.200 habitants.